# ليتل سامسون
ليتل سامسون، هي لعبة فيديو يابانية، وهي من تطوير ونشر شركة تايتو، صدرت اللعبة في الأسواق سنة 1992، حيث تعمل على منصة نينتندو إنترتينمنت سيستم الحصرية.